# غي تيان
غي تيان (بالصينية: 葛天) هي عارضة وممثلة صينية، ولدت في 25 ديسمبر 1988 في جينان في الصين.